# Rolf Storsveen
Rolf Storsveen (n. 22 aprilie 1959, Elverum, Hedmark, Norvegia) este un biatlonist ce a reprezentat Norvegia, medaliat olimpic. A participat la o ediție a Jocurilor Olimpice (1984) în care a câștigat o medalie de argint.

## Participări
Lista de mai jos prezintă principalele competiții la care a participat Rolf Storsveen de-a lungul carierei.
- biathlon at the 1984 Winter Olympics – relay[*]